# Xermade
Xermade è un comune spagnolo di 2 256 abitanti situato nella comunità autonoma della Galizia.